# Michigan Stars Football Club
Il Michigan Stars Football Club, anche noti come i Michigan Stars, è un club calcistico professionistico statunitense con base a Pontiac, in Michigan.
Attualmente partecipa alla NISA, terza divisione del calcio statunitense.

## Storia
Fondato nel 1982, il club, dopo aver cambiato diverse volte nome e trascorso tutta la propria storia tra i dilettanti della National Premier Soccer League (NPSL), assunse l'attuale denominazione nel gennaio 2014, dopo essere stato acquistato dal Dealborn Sports Enterprise.
Ha esordito tra i professionisti della National Independent Soccer Association (NISA), lega di terza divisione, nella Spring Season del 2020.

## Palmarès

### Competizioni nazionali
- National Independent Soccer Association: 1

2022